# Florian Wellbrock
Florian Wellbrock (Bremen, 19 de agosto de 1997) es un deportista alemán que compite en natación, en las modalidades de piscina y aguas abiertas, especialista en el estilo libre; campeón olímpico en Tokio 2020. Está casado con la nadadora Sarah Köhler.

## Trayectoria
Participó en tres Juegos Olímpicos de Verano, entre los años 2016 y 2024, obteniendo dos medallas en Tokio 2020, oro en la prueba de 10 km aguas abiertas y bronce en 1500 m libre, y el octavo lugar en París 2024 (10 km).
Ganó catorce medallas en el Campeonato Mundial de Natación entre los años 2019 y 2025, y tres medallas en el Campeonato Mundial de Natación en Piscina Corta, en los años 2021 y 2024.
Además, obtuvo cinco medallas en el Campeonato Europeo de Natación, en los años 2018 y 2021, y dos medallas en el Campeonato Europeo de Natación en Piscina Corta de 2021.
En diciembre de 2021 estableció una nueva plusmarca mundial de los 1500 m libre en piscina corta (14:06,88).

## Palmarés internacional
| Juegos Olímpicos                    | Juegos Olímpicos        | Juegos Olímpicos  | Juegos Olímpicos |
| Año                                 | Lugar                   | Medalla           | Prueba           |
| ----------------------------------- | ----------------------- | ----------------- | ---------------- |
| 2020                                | Tokio (Japón)           | Medalla de bronce | 1500 m libre     |
| Campeonato Mundial                  |                         |                   |                  |
| Año                                 | Lugar                   | Medalla           | Prueba           |
| 2019                                | Gwangju (Corea del Sur) | Medalla de oro    | 1500 m libre     |
| 2022                                | Budapest (Hungría)      | Medalla de plata  | 800 m libre      |
| 2022                                | Budapest (Hungría)      | Medalla de bronce | 1500 m libre     |
| 2024                                | Doha (Catar)            | Medalla de plata  | 1500 m libre     |
| Campeonato Mundial en Piscina Corta |                         |                   |                  |
| Año                                 | Lugar                   | Medalla           | Prueba           |
| 2021                                | Abu Dabi (EAU)          | Medalla de oro    | 1500 m libre     |
| 2024                                | Budapest (Hungría)      | Medalla de plata  | 800 m libre      |
| 2024                                | Budapest (Hungría)      | Medalla de plata  | 1500 m libre     |
| Campeonato Europeo                  |                         |                   |                  |
| Año                                 | Lugar                   | Medalla           | Prueba           |
| 2018                                | Glasgow (Reino Unido)   | Medalla de oro    | 1500 m libre     |
| 2018                                | Glasgow (Reino Unido)   | Medalla de bronce | 800 m libre      |
| Campeonato Europeo en Piscina Corta |                         |                   |                  |
| Año                                 | Lugar                   | Medalla           | Prueba           |
| 2021                                | Kazán (Rusia)           | Medalla de oro    | 1500 m libre     |
| 2021                                | Kazán (Rusia)           | Medalla de plata  | 800 m libre      |

| Juegos Olímpicos   | Juegos Olímpicos        | Juegos Olímpicos  | Juegos Olímpicos |
| Año                | Lugar                   | Medalla           | Prueba           |
| ------------------ | ----------------------- | ----------------- | ---------------- |
| 2020               | Tokio (Japón)           | Medalla de oro    | 10 km            |
| Campeonato Mundial |                         |                   |                  |
| Año                | Lugar                   | Medalla           | Prueba           |
| 2019               | Gwangju (Corea del Sur) | Medalla de oro    | 10 km            |
| 2022               | Budapest (Hungría)      | Medalla de oro    | 5 km             |
| 2022               | Budapest (Hungría)      | Medalla de oro    | Equipo mixto     |
| 2022               | Budapest (Hungría)      | Medalla de bronce | 10 km            |
| 2023               | Fukuoka (Japón)         | Medalla de oro    | 5 km             |
| 2023               | Fukuoka (Japón)         | Medalla de oro    | 10 km            |
| 2025               | Singapur (Singapur)     | Medalla de oro    | 3 km eliminación |
| 2025               | Singapur (Singapur)     | Medalla de oro    | 5 km             |
| 2025               | Singapur (Singapur)     | Medalla de oro    | 10 km            |
| 2025               | Singapur (Singapur)     | Medalla de oro    | Equipo mixto     |
| Campeonato Europeo |                         |                   |                  |
| Año                | Lugar                   | Medalla           | Prueba           |
| 2018               | Glasgow (Reino Unido)   | Medalla de plata  | Equipo mixto     |
| 2021               | Budapest (Hungría)      | Medalla de plata  | Equipo mixto     |
| 2021               | Budapest (Hungría)      | Medalla de bronce | 10 km            |